# Megan Gallacher
Pour les articles homonymes, voir Gallacher.
Megan Gallacher est une actrice américaine.

## Biographie
Sa mère, Connie, enseigne l'art au Cox High School.
Elle est diplômée du Frank W. lycée Cox à Virginia Beach, en Virginie.

## Filmographie
- 2011 : 90210 Beverly Hills - Nouvelle génération (TV Series)  : Patty
- 2010 : Esprits criminels (TV Series) : Jenny DeLilly
- 2010 : Cinderella Girl (Short) : Lily
- 2007 : Burn Notice (TV Series) : Phone Girl
- 2007 : Pilot : Cell Phone Girl
- 2004 : Independent Lens (TV Series) : Margaret Whitehead
- 2003 : Nat Turner: A Troublesome Property (Documentary)
- 1998 : The F.B.I. Files (TV Series) : Gillian Pelham
- 1997 : Contes de l'au-delà (TV Series) : Jessica
- 1997 : Ghost Stories (TV Movie) : Eric (voice)
- 1996 : American Gothic (TV Series) : Claire Crower
- 1994 : Justice in a Small Town (TV Movie) : Shannon
- 1994 : Les Oiseaux 2 (The Birds II: Land's End) (TV) : Joanna